# Lee Vining
Lee Vining is een plaats (census-designated place) in de Amerikaanse staat Californië. Lee Vining ligt in Mono County, ten oosten van de Sierra Nevada. Het ligt langs U.S. Route 395, juist ten noorden van het kruispunt met State Route 120. Lee Vining ligt aan Mono Lake en dient als toegang tot het meer, maar ook tot Yosemite National Park en het spookstadje Bodie. Volgens de volkstelling van 2010 woonden er 222 mensen, tegenover 398 in 1990.

## Demografie
Volgens het United States Census Bureau woonden er in 2010 in Lee Vining 222 mensen. Daarmee bedroeg de bevolkingsdichtheid voor de CDP Lee Vining 16,4 inwoners/km². De etnische samenstelling was als volgt: 56,8% blank, 11,3% indiaans, 28,8% van andere rassen dan de gebruikelijk geregistreerde groepen en 3,2% van twee of meer rassen. 43,2% van de totale bevolking identificeerde zich als Hispanic of Latino.

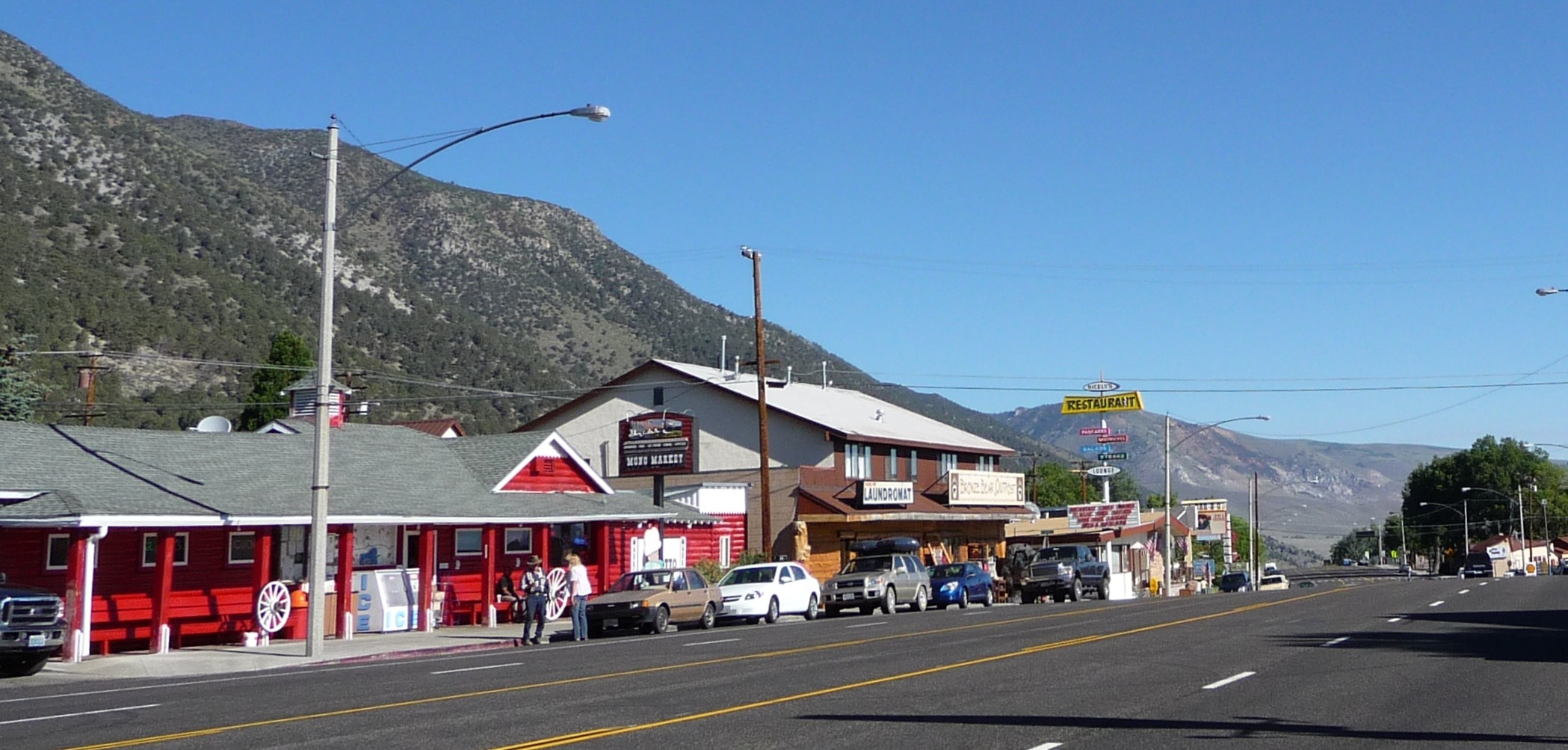
U.S. 395 in Lee Vining

## Geboren
- Nellie Charlie (1867-1965), indiaans mandenvlechtster
- Carrie Bethel (1898-1974), indiaans mandenvlechtster